# Symmetrisk typografi
Symmetrisk typografi är typografi som kännetecknas av likformighet och absolut jämvikt. Detta innebär att rader, linjer och bilder görs ut mitt på satsytan – fördelas lika kring en tänkt mittaxel (axial sättning). Jämför med asymmetrisk typografi där det blir vänster- eller högerställt.